# Vladimir Cerrón
Vladimir Roy Cerrón Rojas (Ahuac, Junín, 16 de dezembro de 1970) é um neurocirurgião e político peruano que serviu como governador regional de Junín de 2011 a 2014 e em 2019. Seu segundo mandato foi suspenso devido a uma condenação criminal anterior. Ele é o fundador e secretário-geral do partido Peru Livre , que ganhou a pluralidade de assentos nas eleições gerais peruanas de 2021.

## Juventude
Cerrón nasceu no distrito de Ahuac, província de Chupaca, departamento de Junín, em 16 de dezembro de 1970. É filho de dois professores universitários, Jaime Cerrón Palomino e Bertha Rojas López. Concluiu o ensino fundamental na escola Sebastián Lorente em Huancayo e o segundo grau no Colégio Nacional Santa Isabel na mesma cidade. Ele cursou o ensino superior em Engenharia Elétrica na Universidade Nacional do Centro do Peru e Engenharia Civil na Universidade Peruana de Los Andes ao mesmo tempo. No entanto, isso não foi concluído após o assassinato de seu pai Jaime Cerrón, então vice-reitor para assuntos acadêmicos da Universidade Nacional do Centro do Peru, por forças paramilitares em Huancayo durante o conflito interno no Peru. O corpo de seu pai foi encontrado em 8 de junho de 1990. Bertha Rojas López testemunharia mais tarde à Comissão de Verdade e Reconciliação do pós-guerra sobre o sequestro e assassinato de seu marido. Em seguida, Cerrón encerrou seus estudos e mudou-se para Lima para trabalhar.
Enquanto em Lima, Cerrón conseguiu uma bolsa para estudar no exterior na Universidade Carlos J. Finlay de Ciências Médicas de Camagüey em Camagüey, Cuba, onde estudou medicina e obteve o doutorado em medicina em 1997. Depois disso, continuou a trabalhar em Camagüey no Hospital Universitário Manuel Ascunce Domenech. Cerrón voltaria mais tarde ao Peru e continuou os estudos médicos lá, obtendo um doutorado em medicina pela Universidade Nacional de São Marcos em 2009.

## Carreira política
Em 2005, ele entrou oficialmente na vida política de sua região, ingressando no Partido Nacionalista Peruano até sua renúncia em julho de 2006, após este partido não ter vencido as eleições gerais daquele ano.
Em 2006, fundou a organização regional Frente Patriota Peruano. Exerceu o cargo de secretário político regional desta organização entre abril de 2006 e maio de 2007, altura em que renunciou.
Ele concorreu pela primeira vez como candidato a presidente regional de Junín nas eleições de 2006 para a Frente Patriota Peruana que ele mesmo fundou. Nesta eleição ficou em terceiro lugar com 16,429% dos votos.
Em agosto de 2007, fundou o Movimento Político Regional Peru Livre, sendo seu representante legal e secretário geral regional até janeiro de 2013, quando renunciou. Com isso, concorreu às eleições de 2010, obtendo vitória no primeiro turno com 172.979 votos, o que representa 33.427% dos votos válidos.
Em 26 de janeiro de 2011, por ocasião da primeira reunião anual de líderes regionais na cidade de Lima, foi eleito presidente da Assembleia Nacional dos Governos Regionais.
Em fevereiro de 2012, fundou o partido Peru Libertário, do qual foi representante legal e secretário-geral regional até maio de 2018.
Nas eleições de 2014, tentou a reeleição pelo mesmo movimento Peru Livre, ficando em segundo lugar com 26,303% dos votos e indo para o Segundo turno junto com o candidato Ángel Unchupaico. Ele perderia definitivamente no segundo turno ao obter apenas 46,888% dos votos.
Em 2016, ele concorreu como candidato à presidência da república pelo partido Peru Libertário nas eleições gerais de 2016. Como tal, registou a sua candidatura a 11 de janeiro de 2016, mas retirou-se da corrida dois meses depois devido ao pouco apoio à sua candidatura, para evitar que o partido perdesse o registo eleitoral e para protestar o Júri Nacional de Eleições por não desqualificar Keiko Fujimori.
Voltou a disputar o cargo de Governador Regional de Junín nas eleições de 2018 e foi reeleito governador regional no primeiro turno com 216.644 votos, o que representa 36,888% dos votos válidos. Embora o seu mandato estivesse previsto para terminar em 31 de dezembro de 2022, em 20 de agosto de 2019, o Conselho Regional decidiu suspendê-lo do cargo de governador regional devido à condenação criminal que recebeu em consequência do caso La Oroya.
Em outubro de 2020, Pedro Castillo anunciou sua candidatura presidencial nas eleições gerais de 2021 com o Peru Livre. Ele formalmente obteve a nomeação em 6 de dezembro de 2020, confirmando sua chapa, que inclui a advogada Dina Boluarte e o próprio Cerrón. Ele foi posteriormente desqualificado pelo Júri Nacional de Eleições por cumprir uma pena de prisão por corrupção que cumpre desde 2019.

## Controvérsias
Ele foi acusado e condenado por vários casos de corrupção e crimes durante sua gestão como governador regional de Junín:

### Caso do Hospital Daniel Alcides Carrión de Huancayo
Na execução da obra "Melhoria da Capacidade Resolutiva do Hospital Daniel Alcides Carrión de Huancayo" o Governo Regional de Junín, tendo Vladimir Cerrón à frente, foi implicado quando da existência de indícios sobre a suposta prática do crime de falsificação de foram observados documentos apresentados pelas empresas contratadas para o prêmio em maio de 2013.

### Caso La Oroya
Em 5 de agosto de 2019, o governador de Junín, Vladimir Cerrón, e o prefeito de Huancayo, Henry López Cantorín, foram condenados a 4 anos e 8 meses de prisão pelos crimes de negociação incompatível e aproveitamento de cargos no caso de saneamento de La Oroya durante seu mandato entre 2011 e 2014. A sentença foi proferida pelo quinto tribunal anticorrupção do Superior Tribunal de Justiça de Junín, que os considerou culpados de gerar o pagamento de avaliação indevida em uma obra de saneamento em Yauli, La Oroya. Além disso, foi condenado ao pagamento de 850 mil soles como indenização civil e sua captura foi condenada por seu internamento no Centro Penitenciário de Huancayo.

## Publicações
- Cerrón Rojas, Vladimir Roy (2003). "Emergências neurocirúrgicas". Huancayo.
- Cerrón Rojas, Vladimir Roy (2010). "Tumores do sistema nervoso". Huancayo.
- Cerrón Rojas, Vladimir Roy (2011). "História censurada do UNCP. Uma tentativa de entender suas lutas e suas conquistas". Huancayo.
- Cerrón Rojas, Vladimir Roy (2017). "Descentralização, revolução dos tempos. Experiências transcendentes do governo socialista regional Junín". Huancayo.
- Cerrón Rojas, Vladimir Roy (2020). "Peru Livre, Ideologia e Programa". Huancayo.
- Cerrón Rojas, Vladimir Roy (2001). “Meningioma em idade pediátrica: caso raro”. Neurol Journal 5 (33): 495–497.
- Cerrón Rojas, Vladimir Roy (2001). "Migração cefálica simultânea para o espaço intraventricular e subdural em uma derivação ventrículo-peritoneal: um relato de caso.". Revista Neurol 5 (33): 437–439.
- Cerrón Rojas, Vladimir Roy (2001). "Abscesso cerebral hiperdenso. Sobre um caso". Revista Neurol.